# Kapingamarangi
Kapingamarangi o Kapinga Moland es un atolón aislado y municipio perteneciente al estado federado de Pohnpei en los Estados Federados de Micronesia. 

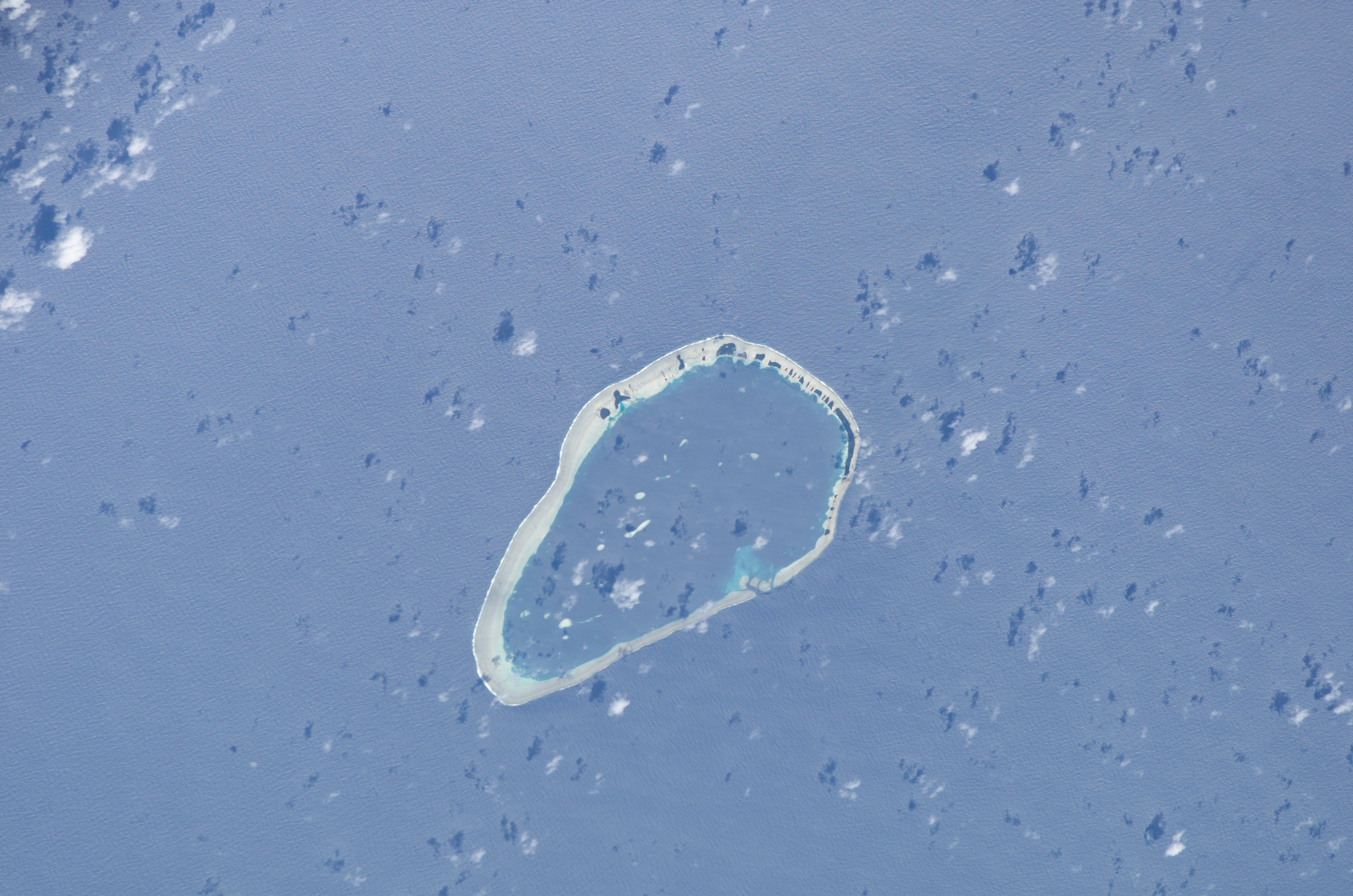
Vista satelital

## Historia
Algunos autores sugieren que Kapingamarangi pudo haber sido descubierto en 1536 por el español Fernando de Grijalva, suponiendo que podría ser la isla que llamó Pescadores,[cita requerida] pero de la cual no dio indicación alguna de su latitud y distancias. En el siglo XIX se dio el primer descubrimiento seguro por Edmund Fanning, en el Tonquin, el 25 de abril de 1809. El atolón fue bautizado como Greenwich por británicos y Constantine por los franceses.
En el mapa de Friedrich Benjamin von Lütke de 1828, el atolón aparece con el nombre micronesio de Pyguirame, con un signo de interrogación.
En 1825 (se desconocen las fechas más precisas), se hicieron dos avistamientos: uno por el barco ballenero británico Greenwich, capitán Emmett, propietario Samuel Enderby y el otro por el barco ballenero estadounidense Spartan.
Otros avistamientos se reportaron en 1827: por el barco ballenero Atlantic de Nantucket, el 20 de diciembre de 1853 y por el comandante Tardy de Montravel de la corbeta francesa La Constantine. El 8 de septiembre de 1864 por W. Symington del barco Northfleet. El 21 de agosto de 1865 por la fragata española Berenguela.
El Territorio fue formalmente español hasta 1899. De 1899 a 1914, Kapingamarangi fue parte de la colonia alemana de la Nueva Guinea alemana. 
En agosto de 1914, el atolón fue ocupado por la Armada Japonesa. En 1916 el atolón sufrió una sequía severa, por lo que parte de la población fue reubicada en Pohnpei, donde unos 1500 kapingamarangianos que hablan su idioma nativo aún viven hoy en día (2011).
Actualmente la comunidad kapinga es de unos 700 habitantes, el mismo número que vive en Pohnpei. A pesar de la distancia y las dificultades de comunicación, se mantienen los vínculos culturales.

## Geografía
Kapingamarangi está situado a 304 km de Nukuoro y 770 km al sur de Pohnpei. El atolón tiene forma de pera y la laguna tiene tan solo un paso de salida al mar. Consta de 33 islotes situados en la parte oriental. El más grande es Hare, de 2 km de largo. La superficie total del atolón es de 1,1 km² sin contar su laguna interior. De los 33 islotes, solo 3 están habitados. La población de estos tres islotes es aproximadamente de 500 habitantes (2007). La principal actividad económica es la pesca. La agricultura es de subsistencia, con plantaciones de taros, árboles del pan, plataneros y cocoteros.

### Islas
Las 33 islas de norte a sur, que se extienden a lo largo del borde oriental del atolón, son (con datos de la zona):
| Nr. | Nombre         | Superficie (ha) | Habitantes 1947 |
| --- | -------------- | --------------- | --------------- |
| 1   | Torongahai     | 7,89            |                 |
| 2   | Ringutori      | 10,80           |                 |
| 3   | Rikumanu       | 0,36            |                 |
| 4   | Turuaimu       | 0,81            |                 |
| 5   | Pepeio         | 0,28            |                 |
| 6   | Nunakita       | 5,75            |                 |
| 7   | Hukuniu        | 0,36            |                 |
| 8   | Parakahi       | 1,25            |                 |
| 9   | Werua          | 16,75           | 183             |
| 10  | Touhou         | 3,72            | 293             |
| 11  | Taringa        | 5,02            | 31              |
| 12  | Pungupungu     | 0,16            |                 |
| 13  | Matiro         | 4,17            | 13              |
| 14  | Matuketuke     | 0,40            |                 |
| 15  | Ramotu         | 1,42            |                 |
| 16  | Sakenge        | 0,93            |                 |
| 17  | Matawhei       | 0,28            |                 |
| 18  | Hukuhenua      | 2,02            | 7               |
| 19  | Hepepa         | 0,93            |                 |
| 20  | Tipae          | 0,65            |                 |
| 21  | Tetau          | 3,16            |                 |
| 22  | Nikuhatu       | 0,93            |                 |
| 23  | Takairongo     | 1,58            |                 |
| 24  | Tangawaka      | 2,83            |                 |
| 25  | Hare           | 32,17           |                 |
| 26  | Herokoro       | 1,54            |                 |
| 27  | Tirakau        | 0,73            |                 |
| 28  | Tariha         | 0,89            |                 |
| 29  | Tiahu          | 0,24            |                 |
| 30  | Tokongo        | 0,73            |                 |
| 31  | Tirakaume      | 0,53            |                 |
| 32  | Pumatahati     | 2,55            |                 |
| 33  | Matukerekere   | 0,01            |                 |
|     | Kapingamarangi | 111.85          | 527             |

## Cultura
El atolón está situado a medio camino entre Melanesia y las islas Carolinas. La cultura tradicional de Kapingamarangi es polinesia. La población, llamada kapinga, proviene de migraciones prehistóricas de la Polinesia occidental. La lengua de Kapingamarangi, relacionada con la lengua de Nukuoro, es una lengua de la familia polinesia. En total hay unos 1500 hablantes nativos repartidos entre Kapingamarangi y Pohnpei.

## Misiones de ayuda
Kapinamarangi ha recibido diversas veces misiones de ayuda por parte de la Unión Europea en el desarrollo. En noviembre de 2019, la Delegación de Cooperación de la Unión Europea en el Pacífico invirtió 14 meses en la instalación de grandes bidones de agua potable en algunas partes del atolón, los cuales aparte de ayudar a la población a obtener agua potable en períodos normales, también les será muy útil para las temporadas de sequía. Estos depósitos tienen una capacidad conjunta de 193.056 litros, que aparte de suministrar agua directamente a la iglesia, a la escuela o al centro médico, también la suministra en algunas casas de la isla principal. Para llevar a cabo este proyecto se contrataron 24 trabajadores del atolón que también aprendieron a reparar si fuera necesario los depósitos.
Pocos años atrás, el proyecto Readiness for El Niño (RENI) impulsado por la Unión Europea, la cual ofreció 4,5 millones de euros, junto con la Comunidad del Pacífico que fue quien lo implementó con los gobiernos de los Estados Federados de Micronesia, las Islas Marshall y Palaos desarrollaron este proyecto centrado en asegurar los recursos alimentarios e hídricos del atolón. También el Programa del Pacífico Sur y Micronesia de la Universidad de Oregón, Estados Unidos, (University of Oregon Micronesia and South Pacific Program (MSPP) ha colaborado desde el año 1988 en prestar asistencia técnica a territorios remotos como el atolón de Kapinamarangi, también han colaborado o colaboran actualmente prestando ayuda material, tecnológica o solamente económica fundaciones como PTT Found o la organización PMU (Project Management Unit que forma parte de la Adaptation Fund) o incluso la Real Fuerza Aérea Australiana ha colaborado en alguna misión de ayuda en el atolón.